# Campionato sudamericano femminile di pallacanestro 1954
Il 5º Campionato dell'America Meridionale Femminile di Pallacanestro (noto anche come FIBA South American Championship for Women 1954) si è svolto dal 15 al 24 luglio 1954 a San Paolo, in Brasile. Il torneo è stato vinto dalla nazionale brasiliana.

## Squadre partecipanti
- Bolivia
- Brasile
- Cile
- Ecuador
- Perù

## Classifica finale
| Pos | Squadra | V-P |
| --- | ------- | --- |
|     | Brasile | 4-0 |
|     | Cile    | 3-1 |
|     | Ecuador | 2-2 |
| 4   | Perù    | 1-3 |
| 5   | Bolivia | 0-4 |